# Oriette D'Angelo
Oriette D'Angelo (Caracas, Venezuela, 12 de junio de 1990) es una escritora y académica venezolana.

## Biografía
Abogada por la Universidad Católica Andrés Bello. Cursó la maestría en Escritura Creativa en Español de la Universidad de Iowa donde obtuvo la Iowa Arts Fellowship y donde se desempeñó como editora de la revista Iowa Literaria. También tiene una maestría en Digital Communications & Media Arts por DePaul University en Chicago.
En el año 2014 obtuvo el Premio para Obras de Autores Inéditos de Monte Ávila Editores por su libro Cardiopatías, publicado en 2016. En 2015 obtuvo el segundo lugar en el I Concurso de Crónicas de la Fundación Seguros Caracas y en 2016 el tercer lugar en el Concurso Iberoamericano de Poesía "Letras de Libertad" de Un Mundo Sin Mordaza. 
Como académica, investigadora y promotora cultural, ha destacado por ser la fundadora y editora de la revista Digo.palabra.txt, espacio que promueve la publicación de textos creativos desde su fundación en 2014. Su labor en la promoción cultural la llevó a seleccionar y prologar la antología de poesía venezolana Amanecimos sobre la palabra, publicada en el año 2017. También, promueve la obra de poetas venezolanas a través del proyecto de investigación digital #PoetasVenezolanas.
José Antonio Parra, responsable de una crítica a su libro Cardiopatías aparecida en El Nacional (Venezuela) en 2016, destaca que en su libro "confluyen aspectos propios de la poesía confesional, así como una mirada conceptual y el ensamblaje del artefacto en tanto totalidad orgánica. Resalta la gran conciencia de esta autora en torno al fenómeno estético [...] Las imágenes de D’Angelo son demoledoras y abordan aspectos de sus espacios íntimos y de su corporalidad".

## Obras
- Cardiopatías. Monte Ávila Editores. Caracas, 2016. (Este libro recibió el Premio para Obras de Autores Inéditos en 2014).
- Pájaro que muerde. Diario de Iowa, 2018-2019. LP5 Editora. Chile, 2022.
- En mi boca se abrirá la noche. Libero Ediciones. España, 2023.
- Homeland of Swarms (Traducción de Cardiopatías al inglés por Lupita Eyde-Tucker). co.im.press. Estados Unidos, 2024.
- A tu cuerpo. Scrambler Books. Estados Unidos, 2025.

## Premios
- Premio para Obras de Autores Inéditos de Monte Ávila Editores, 2014
- Segundo lugar en el I Concurso de Crónicas de la Fundación Seguros Caracas, 2015
- Tercer lugar en el Concurso Iberoamericano de Poesía "Letras de Libertad" de Un Mundo Sin Mordaza, 2016
- Primer lugar en el Concurso de Poesía en Abril de la revista Contratiempo de Chicago, 2017
- Stephen Lynn Smith Memorial for Social Justice Scholarship por la Universidad de Iowa, 2022
- Mención honorífica en el Premio Internacional Paralelo Cero, 2024
- Finalista del Paz Prize for Poetry, 2024
- Finalista del PEN Award for Poetry in Translation, 2025